# زنگبار
زَنگبار منطقه‌ای نیمه‌خودمختار در تانزانیا و پایتخت آن شهر زنگبار است. زنگبار مشتمل بر مجمع‌الجزایری در اقیانوس هند به فاصلهٔ ۲۰ الی ۲۵ کیلومتری از ساحل سرزمین اصلی و شامل جزایر کوچک بسیار و دو جزیرهٔ بزرگ به نام‌های اونگوجا (به انگلیسی: Unguja) (که به‌طور غیررسمی زنگبار نامیده می‌شود) و جزیرهٔ پمبا (به انگلیسی: Pemba Island) است. مرکز تاریخی شهر زنگبار، شهر سنگی در فهرست میراث جهانی یونسکو قرار دارند. اصلی‌ترین صادرات زنگبار ادویه‌جات به‌خصوص: میخک، جوز، فلفل سیاه، دارچین و نخل رافیا است. مجمع‌الجزایر زنگبار و جزیرهٔ مافیا را به‌عنوان «جزایر ادویه» هم یاد می‌کنند. صنعت گردشگری از دیگر درآمدهای مهم به‌شمار می‌رود.

## نام
زنگبار ترکیبی از دو واژهٔ فارسی «زنگ» به معنی تیرگی و عربی «بار»، به معنی ساحل است.

## تمدن سواحلی
از مگادیشو تا سوفالا و کیپ دلگادو در موزامبیک ۳۶ شهر ساحلی و جزیره‌ای وجود دارد که مردمان آن دارای آداب، رسوم، فرهنگ و مذهب و زبان مشترکی هستند که به آن فرهنگ و تمدن سواحیلی می‌گویند. این فرهنگ و تمدن به داخل قاره آفریقا نیز نفوذ پیدا کرده و منطقهٔ شرق آفریقا را در برمی‌گرد.

## تاریخ
بادهای موسمی که بر فراز اقیانوس هند می‌وزد باعث رفت‌وآمد ایرانیان، اعراب و هندیان به شرق آفریقا ازجمله مجمع‌الجزایر زنگبار برای حدود ۲۰۰۰ سال بوده است. تشکیل شهر احتمالاً از یک دهکدهٔ ماهیگیری در شبه‌جزیرهٔ شانگانی (غرب جزیره) در سدهٔ دهم میلادی آغاز شده است. شانگانی در سال ۱۸۲۳ دارای انبوهی از کلبه‌های حصیری و یک مسجد بوده است. اما اکثر ساختمان‌های برجای امروزی زنگبار مربوط به سدهٔ نوزدهم به بعد هستند.

### حاکمیت پرتغال

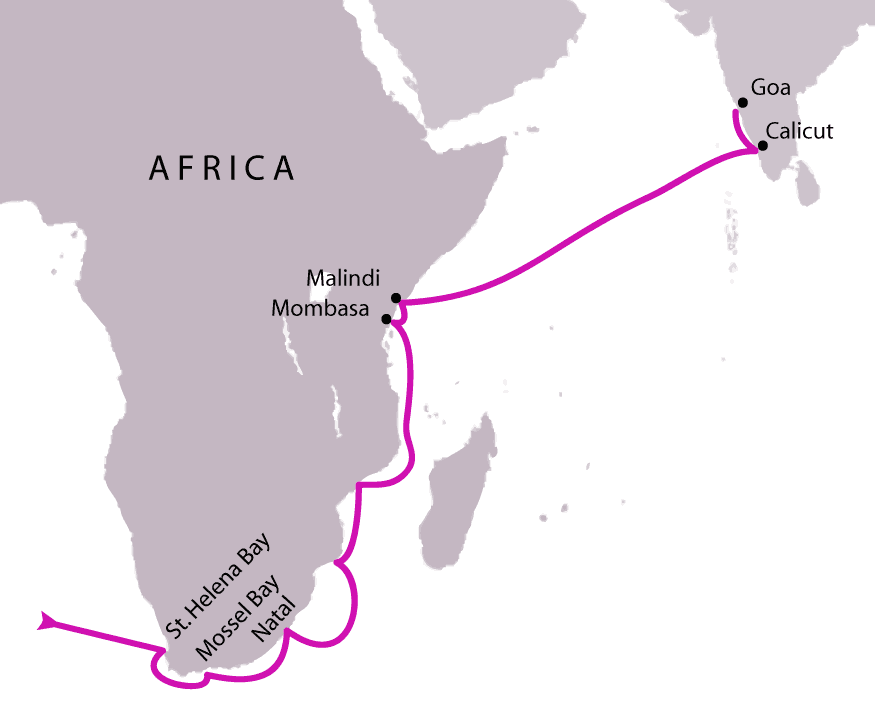
مسیری که واسکو دو گاما در اولین سفرش (۱۴۹۷–۱۴۹۹) پیمود.

ازجمله نخستین اروپاییان که وارد این منطقه شدند، پرتغالی‌ها به فرماندهی واسکو دو گاما بودند که با هدف ایجاد یک مسیر تجاری با هند در انتهای سدهٔ پانزدهم به سال ۱۴۹۹، پایگاهی یا در حقیقت ایستگاهی را در زنگبار ایجاد کردند. در اواخر سدهٔ شانزدهم زنگبار عملاً توسط حکام محلی تحت حاکمیت پرتغالی‌ها اداره می‌شد. پرتغالی‌ها در سال ۱۶۱۲ نمازخانه و پیش از آن کارخانه‌ای را تأسیس کرده بودند. حضور پرتغالی‌ها در سال ۱۶۹۸ توسط اعراب عمانی به پایان رسید.

### سلطان‌نشین زنگبار
از میانهٔ سدهٔ هفدهم میلادی که قدرت پرتغالی‌ها به‌سمت زوال می‌رفت، عمانی‌ها به‌تدریج نفوذشان را در شرق آفریقا افزایش می‌دادند. سرانجام این روند به بیرون راندن پرتغالی‌ها در سال ۱۶۹۸ انجامید. عمانی‌ها بخشی از نمازخانه و خانهٔ بازرگانان پرتغالی‌ها در ساحل را خراب کرده و از آنها یک قلعهٔ نظامی ساختند که یکی از قدیمی‌ترین بناهای جزیره است. از همان زمان اقتصاد زنگبار همچنان به‌شیوهٔ سنتی وابسته به روابط تجاری با کرانهٔ شمالی اقیانوس هند بود ولی به‌ناگهان جان تازه‌ای گرفت. در نیمهٔ دوم سدهٔ هجدهم فرانسوی‌ها دادوستد برده را به زنگبار گسترش دادند و سود سرشاری عاید بازرگانان محلی شد به‌طوری‌که اگر در سال ۱۷۹۹ شهر کوچک و دارای خانه سنگی‌های کم و کلبه‌های حصیری بود، در سال ۱۸۳۰ جمعیتی حدود ده الی دوازده هزار نفره پیدا کرد. تجارت برده، عاج، میخک و در کنار آن کشتزارها رونق فراوانی داشتند. سعید بن سلطان در سال ۱۸۳۲ پایتخت حکومتی خود را از مسقط به شهر سنگیِ زنگبار انتقال داد و در ۱۸۴۰ نیز این انتقال را رسماً اعلام کرد و قصری هم رو به ساحل دریا به نام بیت‌الساحل ساخت. شمار عمانی‌ها در سال ۱۷۷۰ به ۳۰۰ تن و در سال ۱۸۴۰ حدود ۵۰۰۰ تن گزارش شده است. ملغی اعلام شدن تجارت برده به سال ۱۸۷۳ و اساساً برده‌داری در سال ۱۸۹۷ به زمین‌داران زنگبار ضربهٔ بزرگی زد تاجایی‌که قیمت مسکن نیمی تا ٪ ۷۵ افت کرد. بین سال‌های ۱۹۰۳ تا ۱۹۰۹ بیشتر اعراب خانه‌هایشان را فروخته، اجاره یا رها کرده بودند.

### نفوذ بریتانیا
به‌موجب قرارداد هلیگولند-زنگبار که بین امپراتوری‌های آلمان و بریتانیا منعقد شد، زنگبار در سال ۱۸۹۰ به تحت‌الحمایگی (و نه مستعمرگی) بریتانیا درآمد.

### انقلاب زنگبار و اتحاد با تانگانیکا
زنگبار که از سال ۱۸۹۰ تحت‌الحمایه انگلستان بود، در ۱۰ دسامبر ۱۹۶۳ جزء کشورهای مشترک‌المنافع و به سلطنت مشروطه تبدیل شد. یک ماه بعد با عزل سلطان جمشید بن عبدالله در ۱۲ ژانویه ۱۹۶۴ و در خلال انقلاب زنگبار، سلطان به تبعید رفته و سلطان‌نشین زنگبار به جمهوری خلق زنگبار و پمبا تغییر یافت. در روند این انقلاب بیش از ۲۰٬۰۰۰ نفر کشته شدند. اتحاد زنگبار با تانگانیکا به سال ۱۹۶۴ منجر به ایجاد جمهوری متحد تانگانیکا و زنگبار شد و مدتی بعد نام آن به جمهوری متحد تانزانیا تغییر کرد؛ ولی زنگبار همچنان یک منطقهٔ نیمه‌خودمختار باقیست.

## نظام سیاسی
قانون اساسی در سال ۱۹۷۹ میلادی تدوین شد. پیش از آن نظام قانون گذاری براساس هیئت اجرایی محلی با قدرت محدود اجرا می‌شد. در سال ۱۹۷۹ میلادی پس از تعیین هیاتی از سوی رئیس‌جمهور وقت زنگبار، قانون اساسی به تصویب رسید. قانون اساسی در سال ۱۹۸۵ تجدیدنظر شد و با اضافه شدن بندهایی به قانون اساسی نوینی مبدل گشت. در دهه ۱۹۹۰ میلادی در راستای فعال کردن احزاب سیاسی، اصلاحات کوچکی در قانون اساسی شکل گرفت. در سال ۲۰۱۰ در یک همه‌پرسی مردم به اصلاحاتی در قانون اساسی رای دادند.
جمهوری خودمختار زنگبار دارای مجلس ملی خاص بوده و مستقل از حوزه قانون گذاری تانزانیا عمل می‌کند. نظام تشکیلاتی مجلس زنگبار مشابه مجلس ملی تانزانیا است. مجلس نمایندگان زنگبار دربرگیرنده اعضای منتخب حوزه‌های قانون گذاری در سراسر این مجمع الجزایر است. در مجلس ملی زنگبار دو گروه از نمایندگان استقرار دارند. نمایندگانی که توسط احزاب مختلف معرفی و پس از طی فرایند انتخابات عمومی وارد مجلس می‌شوند و نمایندگانی که توسط رئیس‌جمهور و رئیس شورای انقلاب به این مقام منصوب می‌شوند. مجلس ملی دربرگیرنده اعضای شورای انقلاب نیز هست و بجز رئیس شورای انقلاب سایرین از طریق انتخابات و توسط احزاب مختلف معرفی و به مجلس راه پیدا می‌کنند. براساس تقسیمات یاد شده مجلس ملی زنگبار شامل ۸۱ نماینده است که ۵۰ عضو آن به صورت مستقیم و از طریق حوزه‌های قانون گذاری انتخاب می‌شوند. از این تعداد ۳۰ کرسی مجلس را حزب CCM و ۲۰ صندلی را حزب CUF اشغال می‌کنند. رئیس‌جمهور زنگبار نیز ۱۰ نماینده مجلس را منصوب می‌کند و ۵ صندلی هم به استانداران تعلق دارد. ۱۵ صندلی مجلس هم به بانوان متعلق به احزاب مختلف واگذار می‌گردد. یکی از صندلی‌ها هم به دادستان کل زنگبار اختصاص دارد. ۵ نماینده مجلس زنگبار نیز به عنوان نمایندگان این جمهوری در مجلس ملی تانزانیا حضور دارند.

## فرهنگ

### ازدواج
ازدواج در زنگبار معمولاً با مشارکت ریش سفیدان خانواده‌های طرفین صورت می‌گیرد و پس از طرح این موضوع از سوی خانواده پسر با والدین دختر و موافقت آنان، بحث پیرامون مهریه دختر با پدر و مادر آغاز می‌شود. پس از موافقت پدران یا برادران بزرگ خانواده‌ها بر سر مبلغ معینی پول نقد یا جنس (به عنوان مهریه)، مهریه نقدی یا جنسی به خانواده دختر پرداخت می‌شود. در زمان عقد که به مشابه رویکرد اسلام صورت می‌گیرد عروس سه بار از عاقد برای پیوند ابدی خود با داماد مورد خطاب قرار می‌گیرد. بعد از توافق طرفین، عروس یک صندوق چوبی بزرگ را از خانواده داماد دریافت می‌کند که دربرگیرنده برخی البسه و لوازم شخصی موردنیاز است که داماد خریداری کرده است. پس از آن و در حالی که دختر جوان برای ورود به مرحله جدیدی از زندگی خود آماده می‌شود، نزد یکی از زنان سالخورده رهنمودها و آموزش‌های لازم برای زندگی زناشویی را فرا می‌گیرد. تعالیم زن سالخورده بیشتر دربارهٔ نحوه ایجاد ارتباط مناسب بین زن و شوهر جوان، انجام وظایف خانه‌داری و برقراری مناسبات دوستانه با خانواده شوهر است. پس از آن مراسم آماده‌سازی موسوم به اونیاگو همراه با موسیقی محلی برای ورود عروس به دوره زناشویی انجام می‌شود. این مراسم نوعی تطهیر روحی و جسمی یک روزه به‌شمار می‌رود. زن سالخورده پس از آغاز مراسم اونیاگو، حصیری را روی زمین پهن کرده و مخلوطی از روغن نارگیل، آب و چوب صندل را با هدف پاکیزه و منزه ساختن زن جوان بر بدن او می‌مالد. در زمان برگزاری این مراسم، مردان اجازه ندارند با زن جوان ملاقات یا گفتگو کنند. طی این مدت طرح‌هایی زیبا و تزیینی با استفاده از رنگ حنا بر روی بدن زن نقاشی می‌شود. سپس عطرهای خوشبو برگرفته از گل‌های استوایی و ادویه جات بر بدن عروس مالیده می‌شود. در روز ازدواج جشن بزرگی برپا می‌شود و پس از اجرای برخی رقص‌های محلی و سرایش اشعار محلی، داماد و بستگان او با آرزوی رحمت و برکت الهی در مسجد نزدیک محل زندگی خویش حضور یافته و به دعا و نیایش می‌پردازند. پس از آن عروس و داماد راهی منزل خود می‌شوند. بستگان زوج جوان آنها را ترک می‌کنند در حالی که منتظر نشانه ای مبتنی بر باکرگی عروس هستند. پس از دریافت دستمال نشان دهنده باکره بودن زن جوان، اطرافیان نزدیک روانه منازل خود می‌شوند ولی جشن و پایکوبی به همراه رقص‌های محلی زنانه همچون «بنی»، «بومو» و «له له ماما» و شادمانی تا حدود یک هفته ادامه دارد.

## قوم شیرازی
بر اساس روایاتی گسترش یافته، پس از اسلام مهاجرانی از شیراز، بوشهر، شوشتر و سیراف به زنگبار کوچیدند؛ رهبر آنها، حاکم ایالت شیراز علی بن سلطان حسن نام داشت. او در سال ۹۵۶، در زمان حکومت آل بویه، با هفت پسرش علی، محمد، باشت، سلیمان، حسین و داوود و حدود ۷۰۰ نفر از یارانش با چندین کشتی راهی آفریقا گردیدند و در زنگبار ساکن شدند. این گروه که بعدها به شیرازی معروف شدند و بعدها در سده ۱۹ به همراه اعراب و بلوش‌ها (بلوچ‌های) عمانی تأثیر زیادی در شکل‌گیری مدنیت و بازرگانی در زنگبار داشتند. شیرازی‌ها این سرزمین جدید را زنگی‌بار (کرانهٔ سیاه‌پوستان) نامیدند که بعدها به زنگبار تغییر یافت. بر اساس روایات ورود شیرازی‌ها به جزایر شرق آفریقا و تشکیل امپراتوری زنگ یکی از سازمان‌یافته‌ترین مهاجرت بیگانگان درسواحل شرق آفریقا و زنگبار است که در بافت فرهنگی و اجتماعی مردم این مناطق دگرگونی‌های عمیقی پدیدآورد و منجر به پیدایش «زبان سواحیلی» و نژاد موسوم به «افروشیرازی» گردید.و جشن نوروز را در قلب تابستان برگزار می‌کنند.

## زبان سواحِلی

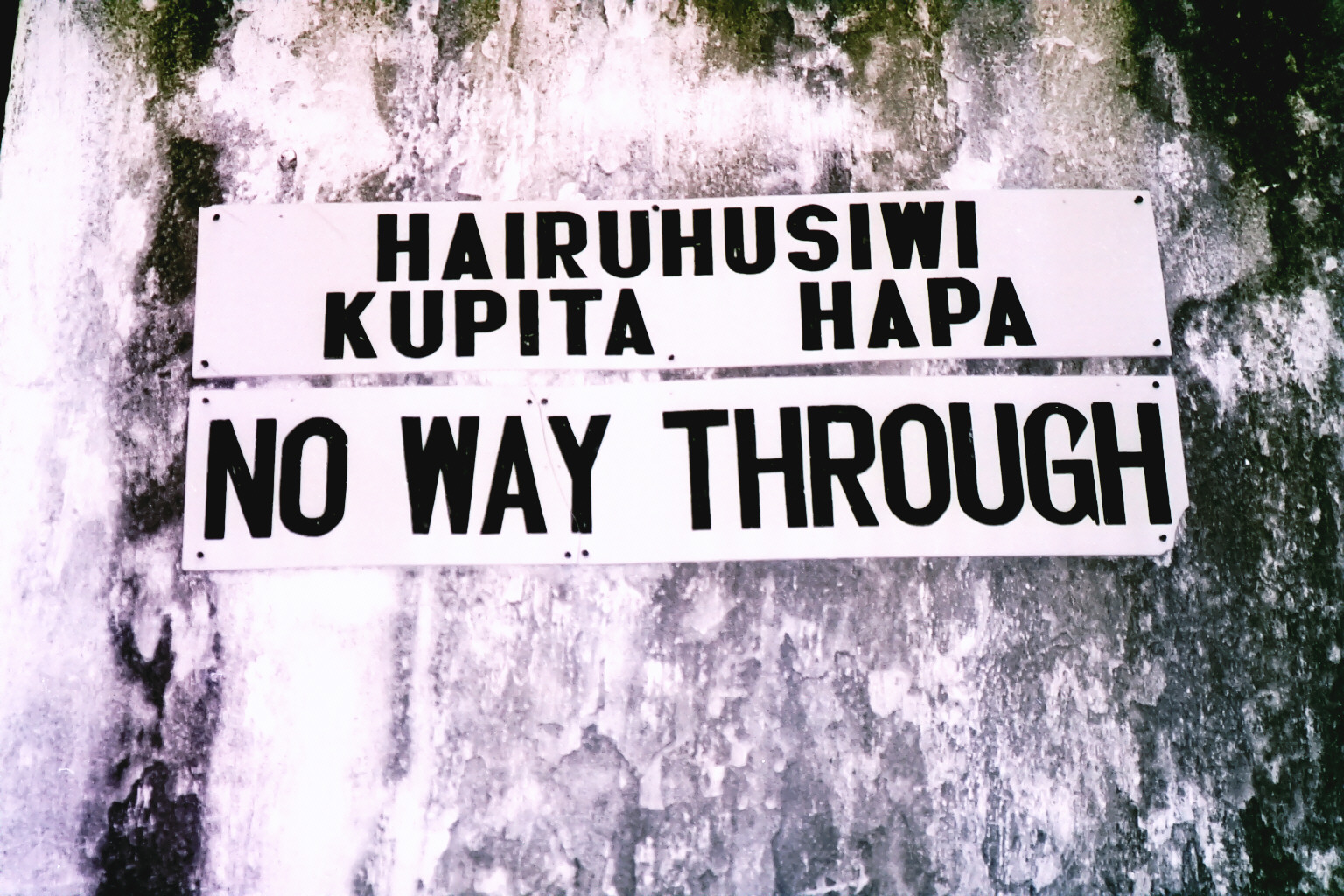
تابلویی به سواحلی و انگلیسی در زنگبار

زنگباری‌ها به زبان سواحلی که شاخه ای از گروه زبانهای بانتو است صحبت می‌کنند. این زبان در شرق و تا حدودی مرکز آفریقا بکار برده می‌شود و یکی از بانفوذترین زبان‌های آفریقایی است. در زبان سواحلی چند واژه از جمله اصطلاحات دریانوردی و لنج‌داری و مراسم زار با گویش بندری فارسی بسیار نزدیک و هم‌معنی هستند. چند واژه و معانیش در زبان سواحلی به این ترتیب است:
- ناخدا
- کاکا، برادر
- دادا، خواهر
- رفیقی، رفیق
- می‌می، من
- بندری، بندرگاه
- چرخانی، چرخ خیاطی
- سیفه، روغن کوسه
- منشوه، نوعی قایق
- چنگو، یک نوع ماهی خوش‌مزه برای برشتن